# Гильен Пераса де Айяла
Гильен Пераса де Айяла Эррера-и-Рохас (исп. Guillén Peraza de Ayala Herrera y Rojas; 1488—1565) — испанский дворянин, граф и территориальный сеньор канарских островов Гомера и Иерро.

## Биография
Гильен Пераса родился в 1488 году в Севилье в семье Пераса, которая сыграла важную роль в ранней истории и завоевании Канарских островов.
Его отцом был Эрнан Пераса Младший (ок. 1450—1488), сеньор островов Гомера, Иерро, Фуэртевентура и Лансароте. Его матерью была Беатрис де Бобадилья-и-Ульоа (1462—1501) из известной семьи Бобадилья.
Благодаря своим высокопоставленным семейным контактам он был повышен от титула территориального сеньора до первого графа Ла Гомеры в 1515 году королевой Хуаной I и императором Карлосом V. Он также сохранил титул сеньора де Иерро.

## Личная жизнь
Гильен Пераса женился на Беатрис Фернандес де Сааведра в 1514 году, и в том же году у пары родилася дочь Каталина Пераса де Айала-и-Сааведра. У него был сын Бальтасар, который умер в Перу в 1556 году.
Он умер в июне 1565 года в Мадриде в возрасте 77 лет.